# Mesoplodon stejnegeri
El Zifio de Stejneger o zifio del mar de Bering  (Mesoplodon stejnegeri) es una especie de cetáceo odontoceto de la familia Ziphidae. Fue por mucho tiempo un miembro poco conocido del género Mesoplodon. Fue descrito en 1885 por Leonhard Hess Stejneger a partir de los restos de un cráneo, siendo lo único que se sabía de esta especie por casi un siglo. No fue hasta 1994 que la apariencia externa pudo ser descrita a partir de muestras frescas provenientes de animales varados.

## Descripción
Los dientes de los machos son mucho mayores a los de la mayoría de los Mesoplodon. La coloración general es gris oscuro a negro, con zonas de coloración más claras alrededor de la cabeza, lo que supone una apariencia de  "casco".
Los machos miden unos 5,25 metros de largo, mientas las hembras son un poco más grandes (5,5 metros).

## Población y distribución
Es la más septentrional de las especies zifios en el Océano Pacífico, desde el Mar de Bering. Distribuyéndose a ambos lados del Pacífico (Japón a Monterey, California). No hay estimaciones de su población.